# Barnes & Barnes
I Barnes & Barnes, nomi d'arte dei due componenti fratelli gemelli (per finta) Art Barnes (Bill Mumy) e Artie Barnes (Robert Haimer), sono un duo musicale di musica rock demenziale proveniente da "Lumania", una mitologica civiltà (simile a Lemuria o Atlantide). Molte delle loro canzoni sono di genere rock demenziale o pop con pesanti elementi comici un po' macabri.
Sono soprattutto conosciuti per la loro canzone Fish Heads.

## Storia
Bill Mumy e Robert Haimer erano due amici d'infanzia che, occasionalmente, si erano esibiti con i loro strumenti musicali. Dopo la fine del ruolo in TV di Mumy nella serie Lost in Space, i due decisero di fare dei brevi cortometraggi usando la tecnica dello stop motion. I due cominciarono a chiamarli "Art", in un riferimento scherzoso a quei film.
Nel 1970 formarono la band Barnes & Barnes. Il cognome "Barnes" era un riferimento a uno sketch di Bill Cosby chiamato Revenge, nella quale un personaggio chiamato "Junior Barnes" tira una palla di neve a Cosby. Originariamente sia Mumy che Haimer furono chiamati "Art Barnes", ma poi Haimer, nel 1979 decise di farsi chiamare "Artie" per non fare confusione.
La loro prima performance fu al The Dr. Demento Show nel 1978 con le canzoni Boogie Woogie Amputee e Fish Heads. Quest'ultima registrazione fu pubblicata come singolo nel 1979 e rimane la loro canzone più conosciuta, e la più richiesta al The Dr. Demento Show.
Nel 1978 Damaskas e Barnes & Barnes registrarono la canzone A Day in the Life of Green Acres, parodia della canzone A Day in the Life dei The Beatles, con i versi della sigla dello show televisivo Green Acres. È stata ispirata dal simile intreccio fatto da Little Roger and the Goosebumps con Starway to Heaven e con la sigla di Gilligan's Island.
L'attore Bill Paxton apparve nei video di Fish Heads e Soak It Up.
Nel 2005, Barnes & Barnes furono aggiunti alla Comedy Music Hall of Fame.
Nel 2009 pubblicarono il loro, per ora, ultimo album Opbopachop

## Formazione
- Art Barnes (Bill Mumy) - voce, coro, chitarra, basso, tastiera, percussioni
- Artie Barnes (Robert Haimer) - voce, chitarra

## Discografia[1]
- 1980 - Voobaha
- 1981 - Spazchow
- 1982 - I Had Sex With E.T.
- 1982 - Fish Heads/Barnes & Barnes Greatest Hits
- 1983 - Soak It Up
- 1984 - Amazing Adult Fantasy
- 1986 - Sicks
- 1987 - Zabagabee: The Best of Barnes & Barnes
- 1991 - Loozanteen
- 1993 - The Dinosaur Album - A Musical Adventure Through the Jurassic Age (pubblicato sotto il nome di  "Bill Mumy & Robert Haimer")
- 2000 - Yeah: The Essential Barnes & Barnes
- 2006 - Kodovoner
- 2009 - Opbopachop

## Singoli
- 1978 - Fish Heads/High School Gym
- 1980 - Love Tap/Party in My Pants

## Produzione
I Barnes & Barnes hanno prodotto due album per Wild Man Fischer e un album per Crispin Glover.